# 所雅樹
所 雅樹（ところ まさき、1949年9月28日 - ）は、日本の元俳優。本名、三浦 雅伸。エヌ・エー・シーに所属していた。

## 来歴・人物
1970年代に、テレビドラマを中心に活動。『愛の戦士レインボーマン』（NET）や『白い牙』（日本テレビ）などのゲスト出演を経て、1974年『スーパーロボット マッハバロン』（日本テレビ）にて敵役のスーカン海軍参謀役でレギュラー出演した。
1970年代後半以降の活動については不明。2018年現在、関係者と連絡が取れない状態となっており、一般社団法人・映像コンテンツ権利処理機構の不明権利者のリストに『元禄太平記』の出演者として掲載されている。

## 出演作品

### テレビドラマ
- 泣くな青春 第2話「反抗の季節」（1972年、CX）
- 太陽にほえろ!（NTV）
  - 第18話「つかみそこねた夢」（1972年）
  - 第94話「裏切り」（1974年）
- 愛の戦士レインボーマン（1972年 - 1973年、NET）
  - 第34話「真空竜巻の術」
  - 第47話「黒い星は呪いのマーク」
- ジャンボーグA 第5話「叫べナオキ! いまだ」（1973年、NET） - 警備員
- 特別機動捜査隊 第590話「愛の崖」（1973年、NET）
- イナズマン 第19話「謎の殺人ボクサーミラーX?」（1974年、NET）
- 白い牙 第10話「暴力の静かな足音」（1974年、NTV）
- プレイガール 第283話「謎の社長怪死事件」（1974年、12ch） - 東野克彦
- 日本沈没 第7話「空の牙、黒い竜巻」（1974年、TBS）
- スーパーロボット マッハバロン（1974年 - 1975年、NTV） - スーカン海軍参謀
- 大河ドラマ / 元禄太平記（1975年、NHK） - 間十次郎
- 刑事くん 第2シリーズ 第33話 「朝日におはよう!」（1973年、TBS） 第4シリーズ 第18話 「秋･ふたりの涙」（1976年、TBS）

### 映画
- 神田川（1974年、東宝） - ビゼン